# Іщенко Гапка Олександрівна
Агафія (Гапка) Олександрівна Іщенко, у шлюбі Андрієвська; 1858, Харківська губернія — ?) — українська поетеса-самоучка, письменниця та революціонерка.

## Біографія
За походженням — селянка. Навчилася грамоті в дядька-солдата, займалася різною чорною роботою й на дозвіллі писала «думки», які вечорами співала. У 1873—1874 роках працювала швачкою в Одесі. Розумовими й літературними здібностями звернула на себе увагу відомого одеського мецената графа Н. Н. Толстого, який дав їй роботу та й загалом дбав про неї. У кінці 1870-х років брала участь в одеських революційних гуртках. Коли граф дізнався про захоплення вихованки соціалістичними ідеями і про зв'язки з революційними колами, то вигнав дівчину.